# HMS Jersey
HMS Jersey – brytyjski niszczyciel okresu II wojny światowej, należący do typu J (J/K/N), w służbie Royal Navy w latach 1939–1941. Nosił znak taktyczny F72, później G72.

## Budowa
Stępkę pod budowę okrętu położono 28 września 1937 w stoczni J. Samuel White w Cowes, kadłub wodowano 26 września 1938. Okręt wszedł do służby w Royal Navy 28 kwietnia 1939. W tej samej stoczni zbudowano też niszczyciel HMS „Kingston” identycznego typu K.

## Służba

### Morze Północne 1939–1940
„Jersey” wszedł początkowo w skład 7. Flotylli Niszczycieli Home Fleet (Floty Metropolii), bazującej po wybuchu II wojny światowej w ujściu rzeki Humber, jako część sił Humber Force. Przez pierwsze miesiące wojny niszczyciele flotylli patrolowały i pełniły służbę eskortową na Morzu Północnym. 22 września 1939, podczas operacji SK przeciw niemieckiej żegludze, miał kolizję z niszczycielem HMS „Javelin”, naprawiany był łącznie do 17 października. 29 października 1939, płynąc z flotyllą był atakowany niecelnie bombami przez niemieckie samoloty. 7 grudnia 1939, płynąc z niszczycielem HMS „Juno”, został storpedowany i poważnie uszkodzony przez niemiecki niszczyciel „Erich Giese”; remont trwał do września 1940. Został wówczas przydzielony do 5. Flotylli Niszczycieli.
29 listopada 1940 wziął udział wraz z HMS „Javelin”, „Kashmir”, „Jackal” i „Jupiter” w potyczce z niemieckimi niszczycielami „Karl Galster”, „Hans Lody” i „Richard Beitzen”, prowadzącymi rajd pod brytyjskie wybrzeże, podczas której uszkodzony został niszczyciel „Javelin”.
29–30 grudnia 1940 „Jersey” osłaniał wraz z niszczycielami HMS „Kashmir” i „Jupiter” operację GQ 2 stawiania min w Zatoce Biskajskiej przez stawiacz min HMS „Adventure”. Niszczyciele zostały następnie podporządkowane Dowództwu Zachodnich Podejść (Western Approaches Command).

### Morze Śródziemne 1941
26 stycznia 1941 „Jupiter” i „Jersey” zostały wysłane do Gibraltaru i między 6 a 11 lutego 1941 brały udział w operacji Grog, osłaniając Zespół H (okręty liniowe HMS „Renown” i „Malaya”, lotniskowiec „Ark Royal”, krążownik „Sheffield” i niszczyciele), atakujący 9 lutego porty włoskie w Genui (okręty artyleryjskie) i Livorno (lotnictwo pokładowe). 23 lutego 1941 wraz z „Jupiterem” powrócił do Wielkiej Brytanii, eskortując pancernik HMS Resolution.
„Jersey” został następnie przeniesiony do Floty Śródziemnomorskiej i 24 kwietnia 1941 przybył do Gibraltaru, następnie pod koniec kwietnia 1941 został włączony do Zespołu K (Force K) dowodzonego przez Louisa Mountbattena, działającego z Malty przeciwko żegludze pomiędzy Włochami a Afryką (w jego skład wchodziły wówczas niszczyciele HMS „Kelly”, „Kelvin”, „Kipling”, „Kashmir”, „Jackal”, „Jersey” i krążownik „Gloucester”). Już jednak 2 maja 1941, podczas powrotu zespołu do portu Valletta, „Jersey” wszedł na niemiecką minę magnetyczną w wejściu do portu i przełamał się w połowie i zatonął, blokując wejście do portu (jego dziobowa i rufowa część wystawała nad wodę w formie litery V, zginęło 2 oficerów i 33 marynarzy). Niszczyciele „Kelly”, „Kelvin” i „Jackal” zdołały wejść przed nim bezproblemowo do portu, a pozostałe okręty zespołu musiały udać się do Gibraltaru.
Ponieważ okręt blokował wejście do portu, 4 maja 1941 został wysadzony przez Brytyjczyków i podzielony na dwie części, z których część rufową odholowano na morze i zatopiono. Część dziobowa jednak ponownie zatonęła w wejściu do portu. Przez kolejne dni wrak był niszczony bombami głębinowymi, w końcu port udostępniono 7 maja.
Istnieje wersja, że 4 maja 1941 przy wysadzaniu okrętu zginęła pewna liczba marynarzy, którzy mieli udać się na wrak po rzeczy osobiste. Nie jest to potwierdzone, niemniej jednak okoliczności zatopienia „Jersey” zostały przez rząd brytyjski utajnione aż do 2041 roku.
Wrak spoczywa u wybrzeży Malty.

## Dane techniczne
Opis okrętu i szczegółowe dane – zobacz Niszczyciele typu J/K/N
Uzbrojenie i wyposażenie:
Uwaga – dane dotyczące uzbrojenia odnoszą się ogólnie do okrętów typu J, daty zmian w przypadku konkretnego okrętu są orientacyjne.
- 6 dział 120 mm QF Mk XII na podwójnych podstawach CP Mk XIX, osłoniętych maskami (3 × II)
  - długość lufy: L/45 (45 kalibrów), donośność maksymalna 15 520 m, kąt podniesienia +40°, masa pocisku 22,7 kg
- 1 działo plot 102 mm QF Mk V na podstawie HA Mk III (w latach 1940–1941 zamiast aparatu torpedowego)
  - długość lufy: L/45, kąt podniesienia +80°, masa pocisku 14,06 kg
- 4 automatyczne armaty przeciwlotnicze 40 mm Vickers Mk VIII („pom-pom”) poczwórnie sprzężone na podstawie Mk VII (1 × IV)
- 2–6 automatycznych działek plot 20 mm Oerlikon 20 mm (od 1941, ilość stopniowo wzrastała, 2 × I do 6 × I)
- 8 wkm plot 12,7 mm Vickers Mk III (2 × IV) (do 1941)
- 10 wyrzutni torpedowych 533 mm w dwóch aparatach torpedowych PR Mk II (2 × V), 10 torped Mk IX (pomiędzy 1940–1941 – 5 wyrzutni)
- 1 zrzutnia na 6 bomb i 2 miotacze bomb głębinowych (20 bomb głębinowych)

Wyposażenie
- hydrolokator
- system kierowania ogniem artylerii: dalocelownik (DCT) i główny dalmierz (na nadbudówce dziobowej)
- radar dozoru ogólnego Typ 286 (od 1941, na głównym maszcie), później Typ 291
- radar kierowania ogniem plot Typ 285 (od 1941, na stanowisku dalmierza)